# Германско-кубинские отношения
Германско-кубинские отношения — двусторонние дипломатические отношения между Германией и Кубой.

## История
Кубинско-германские отношения имеют длительную историю.
- так, ещё в 1906 году в Германской империи была куплена 500-тонная канонерская лодка «Baire» для военно-морских сил Кубы.

После начала первой мировой войны летом 1914 года торгово-экономические и иные связи Кубы с европейскими странами оказались нарушены. 7 апреля 1917 года, вслед за США, Куба объявила войну Германии (однако непосредственного участия в войне кубинские вооружённые силы не принимали). 
В ходе второй мировой войны 11 декабря 1941 года Куба объявила войну Германии (вслед за США), но непосредственного участия в войне кубинские вооружённые силы не принимали.
После победы Кубинской революции в январе 1959 года и до объединения Германии в 1990 году Куба поддерживала тесные связи с ГДР, но негативно относилась к политике ФРГ.
В июле 1972 года Куба вступила в Совет экономической взаимопомощи (членом которого являлась ГДР).
В 2015 году после визита на Кубу министра иностранных дел Германии Франка-Вальтера Штайнмайера отношения между странами активизировались. Несмотря на существенные расхождения во мнениях по многим вопросам, включая такие важные аспекты, как верховенство закона и защита прав человека, обе страны высказали интерес к дальнейшему развитию сотрудничества.

## Торговля
Экономические отношения между странами на низком уровне. Германские инвестиции присутствуют в секторах энергетики и здравоохранения Кубы. Около 250 000 германских туристов посещают Кубу каждый год, что делает их третьей по величине группой посетителей острова. В октябре 2018 года на Кубе было официально открыто Германское бюро по содействию торговле и инвестициям для развития двусторонних экономических связей. В 2018 году объём товарооборота между странами составил сумму 279,4 миллиона евро, из которых 227,8 миллиона евро приходилось на германский экспорт на Кубу (машинное оборудование, химические и фармацевтические продукты, пластмассовые изделия, медицинское оборудование, автомобили и запасные части). Кубинский экспорт в Германию составил сумму 51,6 млн евро (алкогольные напитки, сахарная продукция, табак, фруктовые и овощные соки).

## Дипломатические представительства
- У Германии имеется посольство в Гаване[1].
- Куба содержит посольство в Берлине[2].